# Liste des cathédrales de l'Ombrie
Cet article recense les cathédrales de l'Ombrie en Italie.

## Généralités
La totalité des cathédrales érigées dans l'Ombrie sont des édifices de l'Église catholique. Administrativement, la région est sous la juridiction de la région ecclésiastique d'Ombrie, soit deux archidiocèses et six diocèses : Assise-Nocera Umbra-Gualdo Tadino, Città di Castello, Foligno, Gubbio, Orvieto-Todi, Pérouse-Città della Pieve, Spolète-Norcia et Terni-Narni-Amelia.
Au total, la région compte huit cathédrales et sept cocathédrales. On y dénombre également plusieurs anciennes cathédrales : édifices qui ont par le passé accueilli le siège d'un évéché avant de le perdre.

## Liste

### Cathédrales
| Édifice                         | Commune           | Province | Diocèse                           | Notes | Coordonnées                  | Illus. |
| ------------------------------- | ----------------- | -------- | --------------------------------- | --- | ---------------------------- | ------ |
| San Rufino                      | Assise            | Pérouse  | Assise-Nocera Umbra-Gualdo Tadino | Patrimoine mondial (édifice compris dans le bien « Assise, la Basilique de San Francesco et autres sites franciscains ») | 43° 04′ 13″ N, 12° 37′ 04″ E |        |
| Santi Florido e Amanzio         | Città di Castello | Pérouse  | Città di Castello                 | Basilique mineure | 43° 27′ 24″ N, 12° 14′ 17″ E |        |
| San Feliciano                   | Foligno           | Pérouse  | Foligno                           | | 42° 57′ 23″ N, 12° 42′ 13″ E |        |
| Santi Mariano e Giacomo Martiri | Gubbio            | Pérouse  | Gubbio                            | | 43° 21′ 14″ N, 12° 34′ 48″ E |        |
| San Lorenzo                     | Pérouse           | Pérouse  | Pérouse-Città della Pieve         | | 43° 06′ 46″ N, 12° 23′ 21″ E |        |
| Santa Maria Assunta             | Spolète           | Pérouse  | Spolète-Norcia                    | | 42° 44′ 07″ N, 12° 44′ 26″ E |        |
| Santa Maria Assunta             | Orvieto           | Terni    | Orvieto-Todi                      | Basilique mineure | 42° 43′ 01″ N, 12° 06′ 48″ E |        |
| Santa Maria Assunta             | Terni             | Terni    | Terni-Narni-Amelia                | | 42° 33′ 37″ N, 12° 38′ 37″ E |        |

### Cocathédrales
| Édifice                   | Commune           | Province | Diocèse                           | Notes             | Coordonnées                  | Illus. |
| ------------------------- | ----------------- | -------- | --------------------------------- | ----------------- | ---------------------------- | ------ |
| Santi Gervasio e Protasio | Città della Pieve | Pérouse  | Pérouse-Città della Pieve         |                   | 42° 57′ 09″ N, 12° 00′ 15″ E |        |
| San Benedetto             | Gualdo Tadino     | Pérouse  | Assise-Nocera Umbra-Gualdo Tadino | Basilique mineure | 43° 13′ 52″ N, 12° 47′ 07″ E |        |
| Santa Maria Assunta       | Nocera Umbra      | Pérouse  | Assise-Nocera Umbra-Gualdo Tadino |                   | 43° 06′ 36″ N, 12° 47′ 27″ E |        |
| Santa Maria Argentea      | Norcia            | Pérouse  | Spolète-Norcia                    |                   | 42° 47′ 31″ N, 13° 05′ 33″ E |        |
| Santa Maria Annunziata    | Todi              | Pérouse  | Orvieto-Todi                      | Basilique mineure | 42° 46′ 59″ N, 12° 24′ 22″ E |        |
| Santa Firmina             | Amelia            | Terni    | Terni-Narni-Amelia                |                   | 42° 33′ 27″ N, 12° 24′ 52″ E |        |
| San Giovenale             | Narni             | Terni    | Terni-Narni-Amelia                |                   | 42° 31′ 05″ N, 12° 30′ 56″ E |        |

### Anciennes cathédrales
| Édifice               | Commune | Province | Notes | Coordonnées                  | Illus. |
| --------------------- | ------- | -------- | --- | ---------------------------- | ------ |
| Santa Maria Maggiore  | Assise  | Pérouse  | Patrimoine mondial (édifice compris dans le bien « Assise, la Basilique de San Francesco et autres sites franciscains ») ; cathédrale jusqu'en 1036 | 43° 04′ 11″ N, 12° 36′ 52″ E |        |
| San Michele Arcangelo | Bevagna | Pérouse  | Cathédrale de l'ancien diocèse de Bevagna (it) | 42° 55′ 58″ N, 12° 36′ 27″ E |        |
| San Domenico (it)     | Narni   | Terni    | Ancienne cathédrale avant la cathédrale actuelle | 42° 31′ 15″ N, 12° 30′ 51″ E |        |